# Canariphantes
Canariphantes Wunderlich, 1992 è un genere di ragni appartenente alla famiglia Linyphiidae.

## Distribuzione
Le sette specie oggi note di questo genere sono state rinvenute in Europa e nell'Africa settentrionale: la specie dall'areale più vasto è la C. zonatus.

## Tassonomia
Per la determinazione delle caratteristiche della specie tipo sono tenute in considerazione le analisi sugli esemplari di Canariphantes alpicola Wunderlich, 1992.
Considerato un sinonimo posteriore di Lepthyphantes Menge, 1866 da un lavoro di Wunderlich (1995b); contra un analogo studio di Saaristo & Tanasevitch del 2000.
Dal 2011 non sono stati esaminati esemplari di questo genere.
A dicembre 2012, si compone di 7 specie e una sottospecie:
- Canariphantes alpicola Wunderlich, 1992[4] — Isole Canarie
- Canariphantes atlassahariensis (Bosmans, 1991) — Algeria
- Canariphantes homonymus (Denis, 1934) — Portogallo, Francia, Algeria, Marocco
- Canariphantes naili (Bosmans & Bouragba, 1992) — Algeria
- Canariphantes nanus (Kulczyński, 1898) — Europa centrale e orientale
- Canariphantes palmaensis Wunderlich, 2011 — Isole Canarie
- Canariphantes zonatus (Simon, 1884) — Portogallo, Francia, Algeria, Marocco, Tunisia
  - Canariphantes zonatus lucifugus (Simon, 1929) — Francia